# Hans Karl August Simon von Euler-Chelpin
Hans Karl August Simon von Euler-Chelpin (Augusta, 15 febbraio 1873 – Stoccolma, 6 novembre 1964) è stato un biochimico svedese.
Di origine tedesca, vinse il premio Nobel per la chimica nel 1929 insieme con Arthur Harden per i loro studi sulla fermentazione dello zucchero e sugli enzimi fermentativi.
Ottenuto il dottorato in chimica nel 1895, quattro anni dopo ottenne anche l'abilitazione all'insegnamento e iniziò quindi l'attività di docente privato in chimica fisica. Nel 1902 ottenne la cittadinanza svedese, insegnò chimica generale e chimica organica all'Università di Stoccolma negli anni 1906-1941 e fu direttore dell'Istituto per la ricerca chimico-organica della stessa università durante gli anni 1938-1948.
Von Euler-Chelpin era sposato in prime nozze con Astrid Cleve, figlia di Per Theodor Cleve e anche lei chimico, e il loro figlio Ulf Svante von Euler fu vincitore del premio Nobel per la medicina nel 1970 per i suoi studi sulla noradrenalina. Ebbero in totale cinque figli. Nel 1913 sposò la baronessa Elisabeth von Ugglas, dalla quale ebbe quattro figli.

## Attività scientifica
Il lavoro che gli valse il Nobel, insieme con Arthur Harden, riguardò lo studio della fermentazione alcolica e il ruolo degli enzimi che ne prendono parte. Egli notò anche che l'enzima zimasi per poter esplicare la propria azione catalitica necessita della presenza del coenzima co-zimasi. Le indagini di von Euler-Chelpin riuscirono anche, mediante l'applicazione di metodologie e concetti di chimica fisica, a chiarire la conoscenza dei processi che permettono la produzione di energia nei muscoli mediante l'utilizzo dei glucidi.
L'attività scientifica di von Euler-Chelpin riguardò diversi concetti e composti naturali attinenti alla biochimica, quali per esempio le vitamine, ormoni, enzimi e coenzimi, anticorpi, geni e virus. Tra i collaboratori italiani il biochimico Mario Bracco, in particolare nello studio degli acidi nucleici.